# Betragen ungenügend!
Betragen ungenügend! ist eine deutsche Filmkomödie sowie der siebente und letzte Teil der Filmreihe Die Lümmel von der ersten Bank. Die Hauptrollen sind mit Hansi Kraus, Renate Roland, Evelyn Opela, Ilja Richter, Hans Korte und Rudolf Schündler besetzt. Ernst H. Hilbich und Ernst Stankovski sind in Gastrollen zu sehen.
Die Produktion von Franz Seitz wurde unter der Regie von Franz Josef Gottlieb im Frühjahr 1972 in Baden-Baden und München gedreht. Uraufführung und bundesweiter Kinostart waren am 7. Juli desselben Jahres.

## Handlung
In einer Rückblende erinnert sich Oberstudiendirektor Dr. Gottlieb Taft an die Flegeleien seiner Schulzeit. Seine Erinnerungen bringen ihn dazu, die Streiche seiner Schüler, namentlich die der 13a, zu relativieren. Die reaktionären Oberstudienräte Dr. Knörz und Blaumeier machen sich diesen Umstand zunutze, um mit Hilfe des Kultusministeriums Direktor Taft durch einen Blauen Brief wegen Unzurechnungsfähigkeit in die frühzeitige Pensionierung zu schicken.
Pepe Nietnagel deckt diese Intrige seitens Dr. Knörz’ und Blaumeiers auf, die beide ihre Karriere auf Dr. Tafts Kosten frisieren wollen, worüber Pepe ihn umgehend informiert. Dieser unterstützt die 13a daraufhin bei ihren Aktionen, um die extra schweren Klassenarbeiten zu sabotieren. Mit Rauchpulver wird ein Brand vorgetäuscht, was einen Feuerwehreinsatz während der Prüfungen hervorruft.
Am Abend zuvor verstopfte Schlüssellöcher sorgen für Chaos und eine von Pepe initiierte Demonstration für die Erteilung von Unterricht unter dem Motto „Wir wollen lernen“, in deren Verlauf Dr. Tafts Nachfolger Knörz die Schüler erst als „Horde von Tieren“ und dann als „Schweine“ diffamiert, entgegnet Pepe, dass Knörz das nicht umsonst gesagt hat. Aus Rache für die Beleidigung wird eine ganze Menagerie landwirtschaftlicher Nutztiere über Nacht von der Klasse 13a in den Klassenräumen des Mommsen-Gymnasiums platziert. Ausgerechnet am folgenden Morgen inspizieren zwei Herren des Kultusministeriums die Schule, die statt Schülern nur Schweine, Rinder, Hühner etc. vorfinden und meinen, dass Nachfolger Knörz seiner Aufgabe nicht gewachsen ist. Einer der Herren ist der Schwiegersohn von Dr. Taft. Er sucht ihn auf und bittet ihn in aller Freundschaft, seinen Posten wieder anzutreten. Dieser weigert sich aber entschieden wegen des schroffen Umgangs des Ministeriums mit seiner Person. Erst bei seiner Verabschiedung, die mit einem Brahms-Konzert umrahmt wird, das die Schüler durch Singen des Textes „Wir wollen unsern alten, netten Direx wiederhaben“ (zur Melodie des Fehrbelliner Reitermarsches) sabotieren, zeigt sich Taft gerührt und kommt dem Wunsch seiner Schüler nach. Er verspricht, noch ein paar Jahre als Direx dranzuhängen, was vor allem „Direktor“ Knörz erleichtert zur Kenntnis nimmt.

## Entstehungsgeschichte

### Vorgeschichte
Die 1968 gestartete Filmreihe Die Lümmel von der ersten Bank löste, neben sechs weiteren Episoden, eine ganze Welle ähnlicher Filme aus. 1970 hatte man mit zwei echten und zwei inoffiziellen „Lümmel“- und „Pauker“-Filmen innerhalb eines Jahres den Höhepunkt solcher Produktionen erreicht. Nicht zuletzt wegen der anhaltenden Kinokrise brachte der marktführende Constantin-Filmverleih ab 1971 nur jeweils einen echten „Lümmel“-Film pro Jahr in die Kinos. Mit Betragen ungenügend!, der zunächst den Arbeitstitel Wenn das uns’re Pauker wüßten trug, sollte 1972 der letzte Teil der äußerst erfolgreichen Filmreihe entstehen. 19 Jahre später schlüpfte Hansi Kraus in drei Folgen der Serie Ein Schloß am Wörthersee erneut in die Rolle des Pepe Nietnagel, der als Kaplan aushilfsweise selbst Schüler eines Gymnasiums unterrichtet. Die „Lümmel“-Filmreihe und Ein Schloß am Wörthersee spielen also im selben Serienuniversum.

### Produktion
Regisseur war Franz Josef Gottlieb, der mit Klassenkeile (1969) bereits einen Film des Genres inszeniert hatte. Von der Stammbesetzung standen diesmal Hansi Kraus, Theo Lingen, Rudolf Schündler, Balduin Baas und Hans Terofal vor der Kamera. In Gastrollen sah man unter anderem Renate Roland, Evelyn Opela, Ernst Hilbich, Hans Korte und Ernst Stankovski. Als Besonderheit war in die Handlung eine Rückblende aus der Jugend von Direktor Taft eingebaut, der in dieser Lebensphase von Ilja Richter gespielt wird. Die Szenen sind an die Humoreske Der Besuch im Carcer (1872) von Ernst Eckstein sowie in den Ausspracheeigenheiten des betroffenen Lehrers auch unverkennbar an die Figur von Professor „Schnauz“ Crey aus der Filmkomödie Feuerzangenbowle angelehnt.
Die Dreharbeiten fanden vom 21. März bis 26. April 1972 in Baden-Baden und München statt. Zum fünften Mal war das Maximiliansgymnasium in München als Mommsen-Gymnasium zu sehen. Filmarchitekt war Max Mellin. Für die Kostüme war Ina Stein verantwortlich.

### Filmmusik
Die Filmmusik stammte abermals von Rolf Alexander Wilhelm, dem Filmkomponisten von insgesamt sechs Teilen der Reihe. Die Aufnahme des in diesem Film vorkommenden Schlagers Ja, mir san mit’m Radl da, einer Coverversion des Gospel-Songs Just over in the Gloryland, erschien im Carrera Musikverlag. Als Urheber sind im Filmvorspann W. Lind und P. Ciri genannt. Die im Film gesungene Version wurde auf einer Single des Labels Intercord veröffentlicht. Im gleichen Jahr erschien das Lied auch von den Hot Dogs auf Schallplatte.

## Kritik
„Weitere Folge der unsäglichen ‚Lümmel und Pauker‘-Klamotten, die ihren ‚Höhepunkt‘ diesmal in einem Viehauftrieb im Schulgebäude findet.“